# Pesca alla roubaisienne

Canna da pesca

La pesca alla roubaisienne è praticata con una canna realizzata con materiali leggerissimi quali il carbonio ed è costruita ad innesti. La lunghezza massima nell'agonismo è di 13,0 m, nella pesca non agonistica la lunghezza può arrivare a 16,0 m, ma può essere utilizzata a diverse lunghezze.
Questa tecnica è nata diversi anni fa nella città di Roubaix in Francia, da cui ha preso il nome ed ha riscosso immediatamente un enorme successo nelle competizioni di pesca al colpo a livello mondiale, portando la Francia ai vertici più alti delle classifiche.
L'azione di pesca consiste nel far scorrere la canna (che è fissa, cioè senza mulinello) su di un rullo folle, posto dietro il panchetto del pescatore, sino a distenderla completamente.
La lunghezza della lenza è pari alla profondità dell'acqua nel punto di pesca più 1,5 metri (in media). Il concetto base è quello di pescare con una lenza molto più corta della canna.
La punta della roubaisienne viene disinnestata in fase di recupero della preda all'altezza della fine della lenza. Tale punta contiene un elastico collegato alla lenza che permette, in fase di combattimento, di stancare il pesce.
Questa tecnica consente di essere estremamente precisi e di raggiungere una distanza notevole da riva, dove nuotano le carpe, con lenze ultraleggere anche in condizione di forte vento e pioggia.